# Fred Meyer
Fred Meyer (n. 17 mai 1900, Chicago, Illinois, SUA – d. 12 martie 1983, Los Angeles, California, SUA) a fost un luptător ce a reprezentat Statele Unite ale Americii, medaliat olimpic. A participat la o ediție a Jocurilor Olimpice (1920) în care a câștigat o medalie de bronz.

## Participări
Lista de mai jos prezintă principalele competiții la care a participat Fred Meyer de-a lungul carierei.
- wrestling at the 1920 Summer Olympics – men's freestyle heavyweight[*]